# Josep Antonio Gómes
Pour les articles homonymes, voir Gomes.
Josep Antonio Gómes est un footballeur international andorran, né le 3 décembre 1985 à La Massana, qui évolue actuellement au FC Santa Coloma au poste de gardien de but.

## Biographie

### En club
Après avoir fait ses débuts au FC Andorre en septième division espagnol, Josep Gómes rejoint le SE Eivissa-Ibissa pour jouer avec l'équipe réserve avec qui il monte de quatrième à troisième division espagnole.
Il passe une majeure partie de sa carrière dans les divisions amateurs espagnoles entre la troisième et cinquième division entre 2006 et 2018 avec de courts passage en cinquième division française et en première division d'Andorre lors de la saison 2014-2015.
Il retrouve l'Andorre en 2018 en rejoignant l'UE Santa Coloma puis l'Inter Club d'Escaldes l'année suivante avec qui il remporte sept titres dont trois championnat.

### En sélection
Il fait ses débuts internationaux avec l'équipe d'Andorre en 2006 lors d'un match amicale contre la Biélorussie.

## Palmarès
Il est champion d'Andorre à trois reprises avec l'Inter Club d'Escaldes en 2020, 2021 et 2022 et remporte la Coupe d'Andorre en 2020 et 2023 ainsi que la Supercoupe d'Andorre en 2020 et 2021.